# العلاقات المالية المنغولية
العلاقات المالية المنغولية هي العلاقات الثنائية التي تجمع بين مالي ومنغوليا.

## مقارنة بين البلدين
هذه مقارنة عامة ومرجعية للدولتين:
| وجه المقارنة                                              | مالي            | منغوليا         |
| --------------------------------------------------------- | --------------- | --------------- |
| المساحة (كم2)                                             | 1.24 مليون      | 1.57 مليون      |
| عدد السكان (نسمة)                                         | 18.54 مليون     | 3.08 مليون      |
| الكثافة السكانية (ن./كم²)                                 | 14.95           | 1.96            |
| العاصمة                                                   | باماكو          | أولان باتور     |
| اللغة الرسمية                                             | لغة فرنسية      | اللغة المنغولية |
| العملة                                                    | فرنك غرب أفريقي | توغروغ منغولي   |
| الناتج المحلي الإجمالي (بليون دولار)                      | 15.29 مليار     | 11.49 مليار     |
| الناتج المحلي الإجمالي (تعادل القوة الشرائية) بليون دولار | 35.69 مليار     | 36.16 مليار     |
| الناتج المحلي الإجمالي الاسمي للفرد دولار أمريكي          | 724             | 3.97 ألف        |
| الناتج المحلي الإجمالي للفرد دولار أمريكي                 | 1.60 ألف        | 11.95 ألف       |
| مؤشر التنمية البشرية                                      | 0.419           | 0.727           |
| رمز المكالمات الدولي                                      | +223            | +976            |
| رمز الإنترنت                                              | .ml             | .mn             |
| المنطقة الزمنية                                           | 00              | ت ع م+08:00     |

## منظمات دولية مشتركة
يشترك البلدان في عضوية مجموعة من المنظمات الدولية، منها:
| علم المنظمة | اسم المنظمة                                                | تاريخ انضمام مالي | تاريخ انضمام منغوليا |
| ----------- | ---------------------------------------------------------- | ----------------- | -------------------- |
|             | البنك الدولي للإنشاء والتعمير                              | 27 سبتمبر 1963    | 14 فبراير 1991       |
|             | العملية المشتركة للاتحاد الأفريقي والأمم المتحدة في دارفور | ?                 | ?                    |
|             | المركز الدولي لتسوية المنازعات الاستشارية                  | 2 فبراير 1978     | 14 يوليو 1991        |
|             | منظمة التجارة العالمية                                     | ?                 | ?                    |
|             | منظمة حظر الأسلحة الكيميائية                               | ?                 | ?                    |
|             | الفريق المعني برصد الأرض                                   | ?                 | ?                    |
|             | الأمم المتحدة                                              | 28 سبتمبر 1960    | 27 أكتوبر 1961       |
|             | منظمة الشرطة الجنائية الدولية                              | ?                 | ?                    |
|             | وكالة ضمان الاستثمار متعدد الأطراف                         | 22 أكتوبر 1992    | 21 يناير 1999        |
|             | يونسكو                                                     | 7 نوفمبر 1960     | 1 نوفمبر 1962        |
|             | مؤسسة التنمية الدولية                                      | 27 سبتمبر 1963    | 14 فبراير 1991       |
|             | مؤسسة التمويل الدولية                                      | 9 مايو 1978       | 14 فبراير 1991       |
|             | الاتحاد البريدي العالمي                                    | ?                 | ?                    |
|             | الاتحاد الدولي للاتصالات                                   | 21 أكتوبر 1960    | 27 أغسطس 1964        |

## وصلات خارجية
- موقع وزارة الخارجية المنغولية